# Xã Norwich, Quận Newaygo, Michigan
Xã Norwich (tiếng Anh: Norwich Township) là một xã thuộc quận Newaygo, tiểu bang Michigan, Hoa Kỳ. Năm 2010, dân số của xã này là 607 người.